# Погребський провулок
Погребськи́й прову́лок — зниклий провулок, що існував у Дніпровському районі міста Києва, місцевість Воскресенська слобідка. Пролягав від Головної вулиці до вулиці Сєрова.

## Історія
Виник у 1-й половині XX століття, ймовірно під такою ж назвою. Ліквідований 1977 року в зв'язку зі знесенням старої забудови Воскресенської слобідки та частковим переплануванням місцевості.